# Гусейнов Мірза Давуд Багір-огли
Мірза Давуд Багір огли Гусейнов (азерб. Mirzə Davud Bağır oğlu Hüseynov, тадж. Мирзо Довуд Ҳусейнов; березень 1894, Баку — 21 березня 1938) — радянський партійний і державний діяч.

## Біографія
Мірза Давуд Гусейнов народився у березні 1894 року в Баку в родині священнослужителя. Середню освіту здобув у Баку.
- У 1913–1917 роках навчався у Московському комерційному інституті.
- В листопаді 1918 року вступив до РКП(б).
- На початку 1919 року увійшов до комітету більшовицької організації «Гуммет», потім член Кавказького крайового комітету РКП(б). Брав участь у підготовці повстання проти мусаватського уряду Азербайджану, член Воєнно-революційного комітету.
- На 1-му з'їзді АКП(б) (лютий 1920 року) обраний головою ЦК КП(б) Азербайджану.
- З 1921 року — одночасно народний комісар фінансів та закордонних справ, заступник голови Ради народних комісарів ЗРФСР.
- У 1933 році переведений до Наркомату просвіти РРФСР.
- У 1934–1937 роках завідував відділом неросійських шкіл Народного комісаріату просвіти РРФСР.
- У 1937 році усунутий з усіх посад, виключений з партії й заарештований. На допитах неодноразово підлягав тортурам. Розстріляний 21 березня 1938 року за вироком Воєнної колегії Верховного суду. Посмертно реабілітований 1958 року.

## Gallery

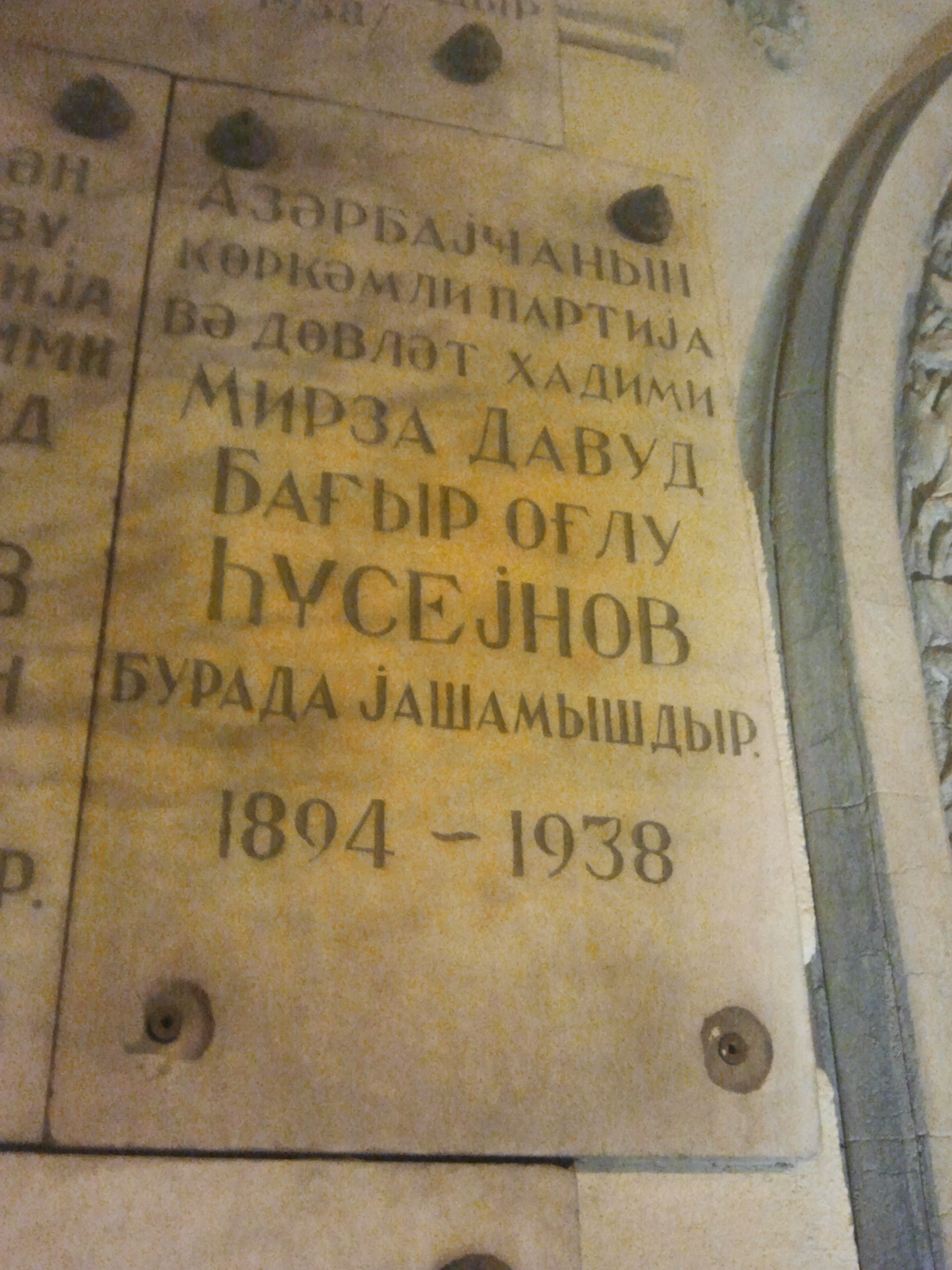
Меморіальна дошка на стіні будинку в Баку, в якому жив Мірза Давуд Гусейнов